# Unstan Chambered Cairn
Unstan Chambered Cairn is een neolithisch ganggraf van 8,4m lang, vergelijkbaar met Maeshowe, vier km ten noordoosten van Stromness (Mainland, Orkney) op de A965 naar Kirkwall, op een hoogte gelegen die uitkijkt op het Loch of Stenness.
De grafkamer is ovaalvormig die door rechtopstaande stenen in compartimenten is verdeeld. De eindcompartimenten lijken een horizontale steen bevat te hebben daarmee een soort kast vormende. Boven de centraal gelegen, kleine zijcel bevinden zich enkele Viking runen en een vogel. De steen waarop deze kervingen zich bevinden ligt niet op de originele positie.
De tombe is uitgegraven in 1884. Er werden ruim 30 kommen gevonden die bekendstaan als Unstan Ware kommen. Verder zijn er vier bladvormige pijlpunten gevonden. Menselijke beenderen zijn in alle compartimenten gevonden; in de zijcel zelfs twee skeletten.

## Beheer
De Unstan Chambered Cairn wordt beheerd door Historic Environment Scotland.